# Nuage Parfumé
'Duftwolke' ('Nuage Parfumé' dans les pays francophones, ou 'Fragrant Cloud' aux États-Unis ; nom commercial 'TANellis') est un cultivar de rosier obtenu par le rosiériste allemand Mathias Tantau junior en 1963 et commercialisé en Allemagne à partir de 1964. C'est un hybride de thé parmi les plus répandus au monde.

## Description
Les boutons rouges de la rose 'Nuage Parfumé' donnent peu à peu naissance à des fleurs de couleur corail au parfum fruité et citronné pouvant atteindre 13 à 15 cm de diamètre. Elles fleurissent abondamment à la fin du printemps, puis de manière plus espacée pendant le reste de la saison en bouquets de trois à sept fleurs (26 à 40 pétales), mais supportent mal la pluie. Leur tige est plutôt courte et elles tiennent bien dans les vases.
'Nuage Parfumé' forme un buisson droit atteignant 1,50 m de hauteur et 60 cm de largeur, ce qui la rend idéale pour les jardins ou les fleurs coupées. Sa zone de rusticité s'étend de 7 b (-15°) à 10 b. Elle tolère la mi-ombre.
'Nuage Parfumé' est un croisement de 'Prima Ballerina' (hybride de thé, Tantau, 1957) x 'Montezuma' (grandiflora, Swim, 1955).

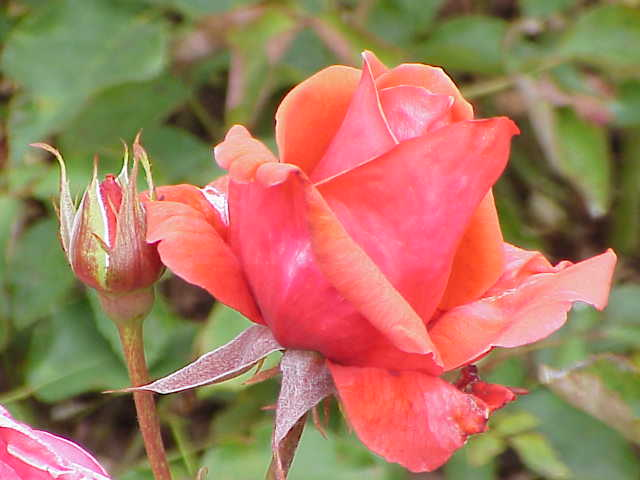
Rose 'Duftwolke'.

On peut notamment l'admirer à la roseraie de Cologne.

## Descendance
Par croisement avec 'Dr. A.J. Verhage', cette variété a donné naissance à 'Just Joey' (Roger Pawsey, 1972), rose favorite du monde en 1994. Elle a donné naissance aussi à 'Alec's Red' (Cocker, 1970), par croisement avec 'Dame de Cœur' (Lens, 1958).

## Distinctions
- NRS Gold, 1963 (National Rose Society of England)
- ADR-Rose, 1964
- Portland Gold Medal, 1966 et 1967
- Médaille de la meilleure rose parfumée, 1967
- James Alexander Gamble Rose Fragrance Award 1969 et 1970
- Rose favorite du monde, 1981